# Landwehr
Landwehr sau Landeswehr este un termen german din domeniul militar care în traducere directă înseamnă „apărarea țării” și care, de-a lungul timpului, a avut diverse sensuri în diferite regiuni de limbă germană. În general, Landwehr se referă la diverse tipuri de gărzi patriotice sau teritoriale, miliții sau armate naționale din Europa secolelor 19 și 20.